# Hussein Ali Montazeri
Hussein Ali Montazeri (Najafabad, 22 de setembro de 1922 - Qom, 20 de dezembro de 2009) (em persa: حسینعلی منتظری) foi um proeminente teólogo islâmico iraniano, defensor da democracia islâmica, escritor e ativista dos direitos humanos. Ele foi um dos líderes da Revolução Iraniana, em 1979. Chegou a ser cogitado como sucessor do líder supremo da revolução, o imã Ruhollah Khomeini, com quem teve discordâncias, em 1989, sobre as políticas do governo, que, segundo Montazeri, violavam a liberdade das pessoas e negava-lhes os seus direitos. Montazeri passou seus últimos anos na cidade sagrada de Qom, e manteve-se politicamente influente no Irã, especialmente para o movimento reformista.